# Legendary Tales
Legendary Tales är ett album utgivet av bandet Rhapsody som spelar metal och power metal. Deras musik inspireras av fantasy och fornnordisk stil.

## Låtlista
1. "Ira Tenax" - 1:13
2. "Warrior of Ice" - 5:58
3. "Rage of the Winter" - 6:12
4. "Forest of Unicorns" - 3:24
5. "Flames of Revenge" - 5:34
6. "Virgin Skies" - 1:20
7. "Land of Immortals" - 4:53
8. "Echoes of Tragedy" - 3:32
9. "Lord of the Thunder" - 5:34
10. "Legendery Tales" - 7:49